# Bernhard Ankermann
Bernhard Ankermann (* 14. Februar 1859 in Tapiau, Ostpreußen; † 26. Oktober 1943 in Berlin) war ein deutscher Ethnologe und Afrikawissenschaftler. Er war ein Vertreter der kulturhistorischen Methode und der Kulturkreislehre. Von 1921 bis 1924 war er Direktor der Afrikanischen und Ozeanischen Sammlung des Museums für Völkerkunde in Berlin.

## Leben
Ankermann studierte zunächst Medizin, wurde 1896 Volontär am Königlichen Museum für Völkerkunde zu Berlin und promovierte 1901 an der Universität Leipzig über afrikanische Musikinstrumente. Diese Dissertation wird bis heute zitiert und gilt als die erste systematische Auswertung von Museumsbeständen zu afrikanischen Musikinstrumenten. Im Jahr darauf wurde er Direktorial-Assistent am Berliner Völkerkundemuseum. Nach einer ausgedehnten Forschungsreise in das Grasland der damaligen deutschen Kolonie Kamerun von 1907 bis 1909 wurde Ankermann als Nachfolger Felix von Luschans Kustos der afrikanisch-ozeanischen Abteilung des Museums für Völkerkunde. Er brachte von dieser Reise ungefähr 1500 neue Inventarnummern für das Völkerkundemuseum mit. Nach der Trennung der Abteilung 1912 leitete Ankermann die afrikanische Sammlung. 1921 wurde er zum Direktor der wiedervereinigten afrikanischen  und ozeanischen Sammlungen des Museums ernannt. Im Jahr 1925 ging er in den Ruhestand und Alfred Schachtzabel wurde sein Nachfolger.
Ankermann war langjähriges Vorstandsmitglied der Berliner Gesellschaft für Anthropologie, Ethnologie und Urgeschichte. Sein im November 1904 gehaltener Vortrag über Kulturkreise und Kulturschichten in Afrika – zusammen mit einem entsprechenden Vortrag Fritz Graebners über Ozeanien – wurde von zeitgenössischen Fachkollegen als einer der „entscheidendsten Tage“ der ethnologischen Gesellschaft und von Sigrid Westphal-Hellbusch als „ein wesentlicher Markstein in der Entwicklung der Ethnologie“ beschrieben.

## Werke
- Die afrikanischen Musikinstrumente. (Inaugural-Dissertation zur Erlangung der Doktorwürde der philosophischen Facultät der Universität Leipzig) Haack, Berlin 1901 (archive.org)
- Kulturkreise und Kulturschichten in Afrika. In: Zeitschrift für Ethnologie. Band 37, 1905, S. 54–86 (archive.org)
- Anleitung zum ethnologischen Beobachten und Sammeln. Georg Reimer, Berlin 1914.
- Verbreitung und Formen des Totemismus. Asher, Berlin 1915.
- Die Religion der Naturvölker. In: Lehrbuch der Religionsgeschichte. Begründet von Chantepie de la Saussaye. Band I. Verlag von J.C.B. Mohr, Tübingen 1925.
- (Bearb.) Das Eingeborenenrecht. Herausgegeben von Erich Schultz-Ewerth und Leonhard Adam. Band 1: Ostafrika. Strecker und Schröder, Stuttgart 1929.